# Verkündhalle (Witzmannsberg)

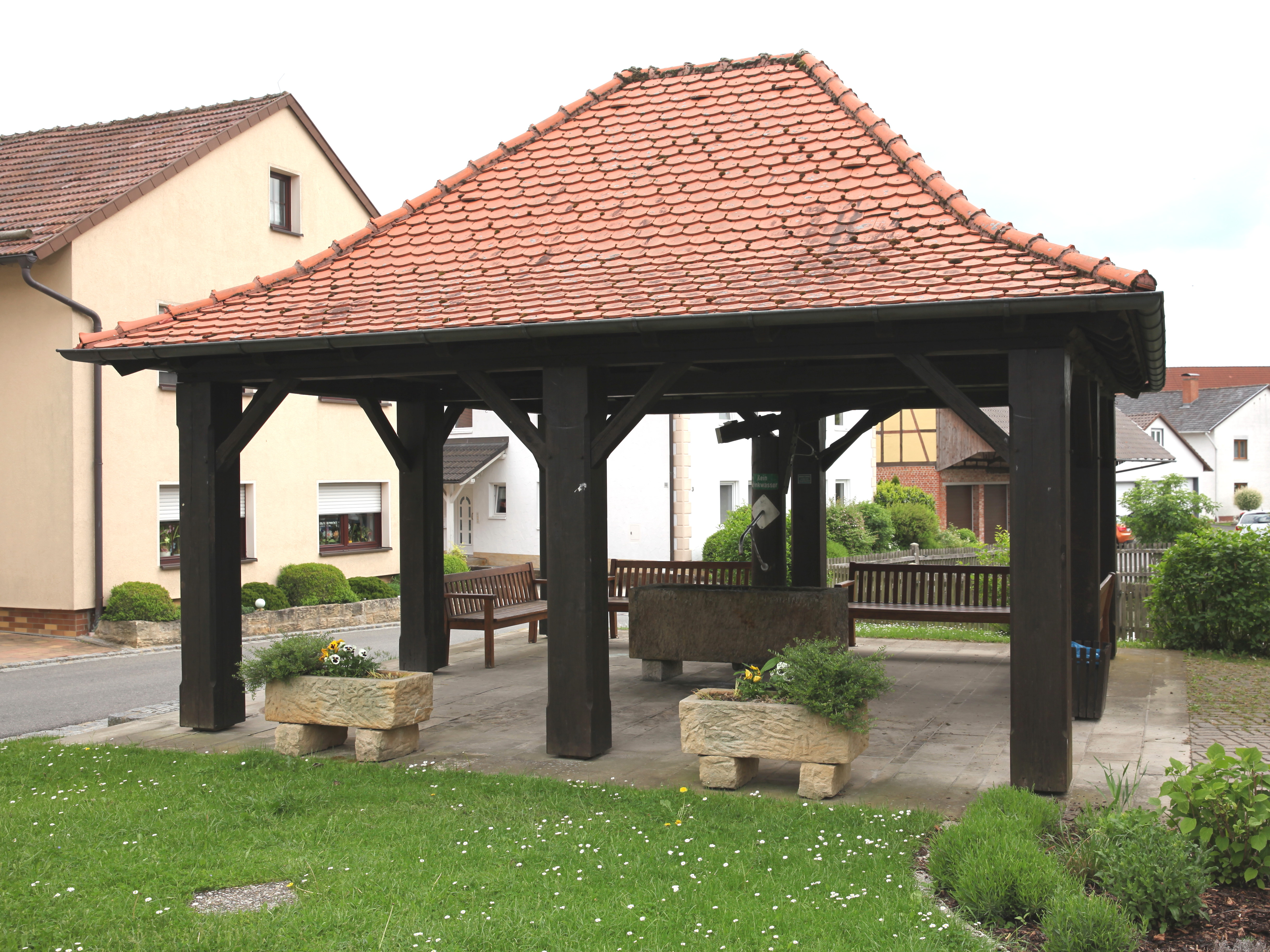
Verkündhalle in Witzmannsberg

Die Verkündhalle in Witzmannsberg, einem Gemeindeteil von Ahorn im oberfränkischen Landkreis Coburg in Bayern, wurde im frühen 19. Jahrhundert errichtet. Die Verkündhalle an der Coburger Straße Ecke Brunnenstraße ist ein geschütztes Baudenkmal.
In der Verkündhalle wurden die amtlichen Mitteilungen verkündet. Eine moderne Weiterentwicklung waren die Ortsrufanlagen, Schaukästen oder die Verkündungsblätter bzw. Amtsblätter.  
Der offene Walmdachbau auf Holzpfeilern wurde 1972 renoviert.

## Hinweis
Eine Verkündhalle gibt es auch in Mürsbach, die 1713/14 errichtet wurde.